# 枯木鳴鵙図
『枯木鳴鵙図』（こぼくめいげきず）とは、江戸時代初期の剣術家、宮本武蔵（宮本二天）による水墨画である。枯れ木の先端に留まるモズを描写した作品で、大阪府の和泉市久保惣記念美術館が所蔵する。武蔵の代表的な書画作品のひとつとされ、1935年（昭和10年）4月30日に重要文化財に指定された。熊本県の島田美術館にも武蔵による同名の水墨画『枯木鳴鵙図』が収蔵されているが、本項では重文指定された作品について述べる。

## 背景
室町時代から江戸時代へと移り変わるにつれて戦時の剣の技量が重要な意味を持った時代が終わりを迎え、世が平静を取り戻していく中において、異色の剣術二天一流を創始し、剣術家、兵法家などとして知られる武人宮本武蔵は、その晩年を熊本で過ごし、禅や書画、彫刻などを嗜んだ。武蔵の残した絵画は10点ほどが正筆とされており、落款として「二天」（朱文額印、朱文香炉印）、「武蔵」（白文楕円頭長方印）、「宝」（朱文円印）などの印章が使用されている。作品はすべて水墨画であり、画題には猛禽類を好んで取り上げた。これらの絵は「武人画」と総称され、後世に伝えられている。絵筆を握るにあたって特定の師がいたという話は伝えられておらず、剣の道と同じく自己流で研鑽したものと考えられている。筆数の少ない水墨画という作品の特徴から海北友松の影響を見ることが出来、南宋の画家梁楷や牧谿といった中国画を見て技法を学んだものと推察される。

## 来歴
本作品は江戸時代初期、武蔵が五十代のころに熊本で制作したとされる。旧箱と呼ばれる『枯木鳴鵙図』の箱蓋には江戸後期の画家である渡辺崋山による「文政庚辰嘉平月四日渡邉登審鑑謹書」という箱書きと添え状が残されており、長らく崋山が所蔵していたとされている。崋山が入手した経緯については四ツ谷の骨董店で見かけて一目惚れし、店主に頼み込んで譲ってもらったという逸話が残されている。この逸話について小説家の藤森成吉は、自著『知られざる鬼才天才』の中で「崋山の懐事情では買えない金額であったため、知人の幕臣に購入させて箱書きした」という説と、「手付金を支払い、潤筆料が入るたびに支払っていたが払いきれず、店頭で模写を始めたのを見て店主が値をまけて譲ってくれた」という説があったと紹介している。
明治に入る頃には翻訳家の横瀬文彦やわかもと製薬創業者の長尾欽弥といった蒐集家の手に渡った。1936年（昭和11年）刊行の『美術研究』58号には「本圖は彼の名作として普く知らるゝもの、古くは崋山が之を市に購ひて秘蔵せるものと傳へられ、轉二三氏の手を経て今長尾氏の襲蔵するところである。」としている。その他の蒐集家としては内田薫作が記録されており、美術品の蒐集家として知られる狩野亨吉の収蔵品の中に国華が刊行した『枯木鳴鵙図』を題材とした絵葉書があり、そこでは「内田薫作君蔵」としている他、小説『宮本武蔵』を執筆した小説家吉川英治は、「随筆　宮本武蔵」の中で1915年（大正4年）の東京帝国大学卒業式において内田薫作が所蔵する『枯木鳴鵙図』が天覧されたという話題を紹介している。
長尾は1931年（昭和6年）に鎌倉山に取得した別荘地を改装して長尾美術館を開設し『枯木鳴鵙図』を含む蒐集品を一般公開していたが、1949年（昭和24年）にわかもと製薬から離れ経済的基盤を喪失したことで蒐集品は売却された。1965年（昭和40年）に刊行された矢代幸雄の『日本美術の特質』では「長尾家旧蔵、久保家所蔵」、同『図録』では「大阪　久保惣太郎」とされており、少なくともこの年代には和泉市で綿業を営む久保惣の三代目久保惣太郎の手元に来ていたと思われる。国宝2点、重要文化財11点を含むおよそ11,000点の久保のコレクションは、1977年（昭和52年）に久保惣廃業を契機として和泉市に寄贈され、それらを展示する施設として久保家旧本宅跡地に和泉市久保惣記念美術館が1982年（昭和57年）に開館した。

## 作品
紙本墨画の掛軸で、画材には竹紙が使用されている。署名は無く、落款には「武蔵」（白文楕円頭長方印）が用いられている。
冬の寒空の下で屹立した竹と見られる一本の枯木に一羽の鋭い目をしたモズが留まり、その中腹には尺取虫が這い上がっている場面が描かれている。水墨画家の山田玉雲は、中間に描かれた虫の存在が無ければ幹が持たないとして尺取虫は後で加えられた可能性を示唆している。下方には先端が尖った葉を持つ茂みが見られ、わずかに霞がかっている様が見て取れる。冷気が幻視できるような緊迫感のある構図を没骨法を用いて墨の濃淡で表現した作品となっている。
モズと虫という二種類の生物のみに鑑賞者の視線を向けさせるよう余計な情報を排し、画面左右に大きな余白が設けられている点は、類例の無い武蔵の独特な画面構成と言える。美術評論家の中村渓男は、モズの高さを表現するために視点をふたつに分けてその間を細い墨線で結ぶという構図は一般的な絵画の構図としては非常識であり、大胆かつ自由奔放な、規矩に囚われない武蔵の個性が表現された画面構成であるとしている。
また、切り立った枯木は刷毛がきの扁平な筆遣いと尖鋭な筆遣いが使い分けて用いられ、モズの形態と態勢は数筆でもって描き上げられており、いわゆる減筆法と呼ばれる筆数を省略して対象の本質を捉える描法が確認できる。こうした筆遣いについて美術史家の谷信一は、室町時代の僧、一休宗純が描いた『梅画賛』と共通する表現技法であると指摘している。谷は同時に本作品に見られる表現は書画を専門とする立場からは邪道とみなされ、本職の画家は試みないであろうという点を指摘し、武蔵が余技画家であった証左であるとともに、武人である武蔵だからこそ意義のある作品となっていると評している。一方であまりの完成度の高さから武蔵の作では無いのではないかという疑問も呈されている。

## 評価
作品を所蔵する和泉市久保惣記念美術館館長の河田昌之は本作品について「強い絵」という印象を持ったと述懐しており、隣に展示する作品の間隔や相性を十分に考慮しなければ他の作品の存在感を損ねてしまうほどの特殊な力を実感したと評している。
美術史家の添田達嶺は努力が見える絵ではないとしつつも、枯れ木の幹やモズの姿などに宿る迫力は並の絵師に出せるものではなく、武蔵ならではの作品であると評している。特に、鳥の特徴を把握したうえで減筆法で見事に表現している点については、粉本で学んだというだけでなく、相応の写生を繰り返したのではないかと推察している。矢代幸雄は「武人の凝思と果断と練達となくしては、決して成し得ざる領域」とし、絵の中に宿る静と動の精神性について指摘している。島尾新は他の武蔵の絵画と比較しても圧倒的な完成度を誇っている作品であるとし、鋭く描かれた筆致に刀の振りが重なり、枯れ木の枝が刀の矛先に、孤高のモズが一匹狼の剣豪を想起させると評している。
その他、美術評論家の中村渓男は、武蔵の研ぎ澄まされた感性がよく表れた作品であると評しており、水墨画であることによって緊張感をより際立たせることに成功しているとしている。